# کارلوس آریاس ناوارو
کارلوس آریاس ناوارو (انگلیسی: Carlos Arias Navarro؛ ۱۱ دسامبر ۱۹۰۸ – ۲۷ نوامبر ۱۹۸۹) یک سیاست‌مدار اهل اسپانیا بود.